# Schlacht bei Rovine
Die Schlacht bei Rovine fand im späten 14. Jahrhundert zwischen der walachischen Armee unter Führung des Woiwoden Mircea cel Bătrân (1355–1418) und dem von Bayezid I. geleiteten osmanischen Heer statt. Datum, Schauplatz und Ausgang sind umstritten.

## Datierung
Nach serbischen Quellen (Tod des Marko Kraljević) fand die Schlacht am 17. Mai 1395 statt. Auch der 10. Oktober 1394, zuerst von Konstantin Josef Jireček vorgeschlagen, ist möglich. Andere Historiker nehmen an, dass zwei Schlachten zwischen den Walachen und Osmanen stattfanden, und stützen sich dabei auf eine anonyme bulgarische Chronik.
Auch die Dauer der Schlacht ist umstritten, nach D. Muresan dauerte sie nicht einen Tag, sondern eine ganze Woche.

## Lage
Der Name „Rovine“ stammt aus serbischen Quellen und bezeichnet eine Schlucht, einen Platz mit Gräben oder einen sumpfigen Ort. Der Name kommt in den walachischen und byzantinischen Quellen nicht vor.
Die Schlacht soll nördlich der Donau, in der Nähe der Hauptstadt Curtea de Argeș oder des Flusses Argeș stattgefunden haben, in den Quellen ist nur von einer Befestigung die Rede.
Nach Talbot fand die Schlacht in der „Ebene von Rovine“ 20 km westlich von Arad statt, dies scheint jedoch auf einem Irrtum zu beruhen.

## Ausgang
Der genaue Schauplatz der Schlacht ist ebenso umstritten wie ihr Ausgang, obwohl die europäische Literatur mehrheitlich von einem walachischen Sieg oder zumindest Vorteil ausgeht. Nach Ovčarov musste Mircea der Ältere als Folge der Schlacht nach Ungarn fliehen.
Der serbische Fürst Marko Kraljević fiel als Anführer der serbischen Hilfstruppen auf Seite der Osmanen, wie auch Konstantin Dragaš, der Despot von Welbaschd.

## Rezeption
Mihai Eminescu verfasste eine epische Beschreibung der Schlacht unter dem Titel Scrisoarea a III-a („Der dritte Brief“).